# Wolfgang Gunkel (Ruderer)

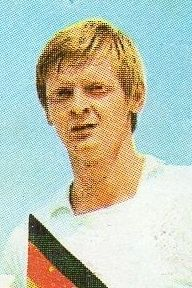
Wolfgang Gunkel (1972)

Wolfgang Gunkel (* 15. Januar 1948 in Berlin; † 20. Mai 2020) war ein Ruderer aus der DDR. 1972 wurde Gunkel Olympiasieger im Zweier mit Steuermann.

## Leben

### Karriere
Gunkel begann als Schwimmsportler bei der BSG Motor Treptow und wechselte dann als Ruderer zur SG Grünau. 1968 wurde er zusammen mit Helmut Wollmann und Steuermann Klaus-Dieter Neubert DDR-Meister und anschließend Vierter bei den Olympischen Spielen in Mexiko. Auf der Olympischen Regattastrecke in Xochimilco hatte das Boot 0,15 Sekunden Rückstand auf die drittplatzierte dänische Crew.
1970 wechselte Jörg Lucke zu Gunkel und Neubert ins Boot. 1971 wurde dieser neue Zweier Europameister und bei den Olympischen Spielen 1972 in München siegte das Boot mit über zwei Sekunden Vorsprung auf das tschechoslowakische Boot. 1974 wurde das Boot Vizeweltmeister und 1975 wurden Gunkel und Lucke mit ihrem neuen Steuermann Bernd Fritsch Weltmeister. Bei der Olympiaqualifikation 1976 scheiterten die Weltmeister an den späteren Olympiasiegern Harald Jährling und Friedrich-Wilhelm Ulrich mit ihrem Steuermann Georg Spohr. Gunkel reiste als Ersatzmann zu den Olympischen Spielen nach Montreal. Im Jahr darauf wurde Wolfgang Gunkel als Schlagmann des DDR-Achters Weltmeister. Danach beendete Gunkel seine Karriere. 

### Privatleben
Gunkel war gelernter Chirurgiemechaniker, er arbeitete später als Mechaniker beim Institut für Forschung und Entwicklung von Sportgeräten in Berlin. Er war seit Anfang der 1970er Jahre mit Ruderin Renate Boesler verheiratet; sie ist die Tante von Petra Boesler und Martina Boesler.

## Auszeichnungen (Auswahl)
- 1971: Vaterländischer Verdienstorden in Bronze
- 1972: Vaterländischer Verdienstorden in Silber